# Landhaus Weintraubenstraße 5 (Radebeul)
Das Landhaus in der Weintraubenstraße 5 liegt im Stadtteil Serkowitz der sächsischen Stadt Radebeul. Es wurde 1912 vom Architekten Oskar Menzel entworfen.

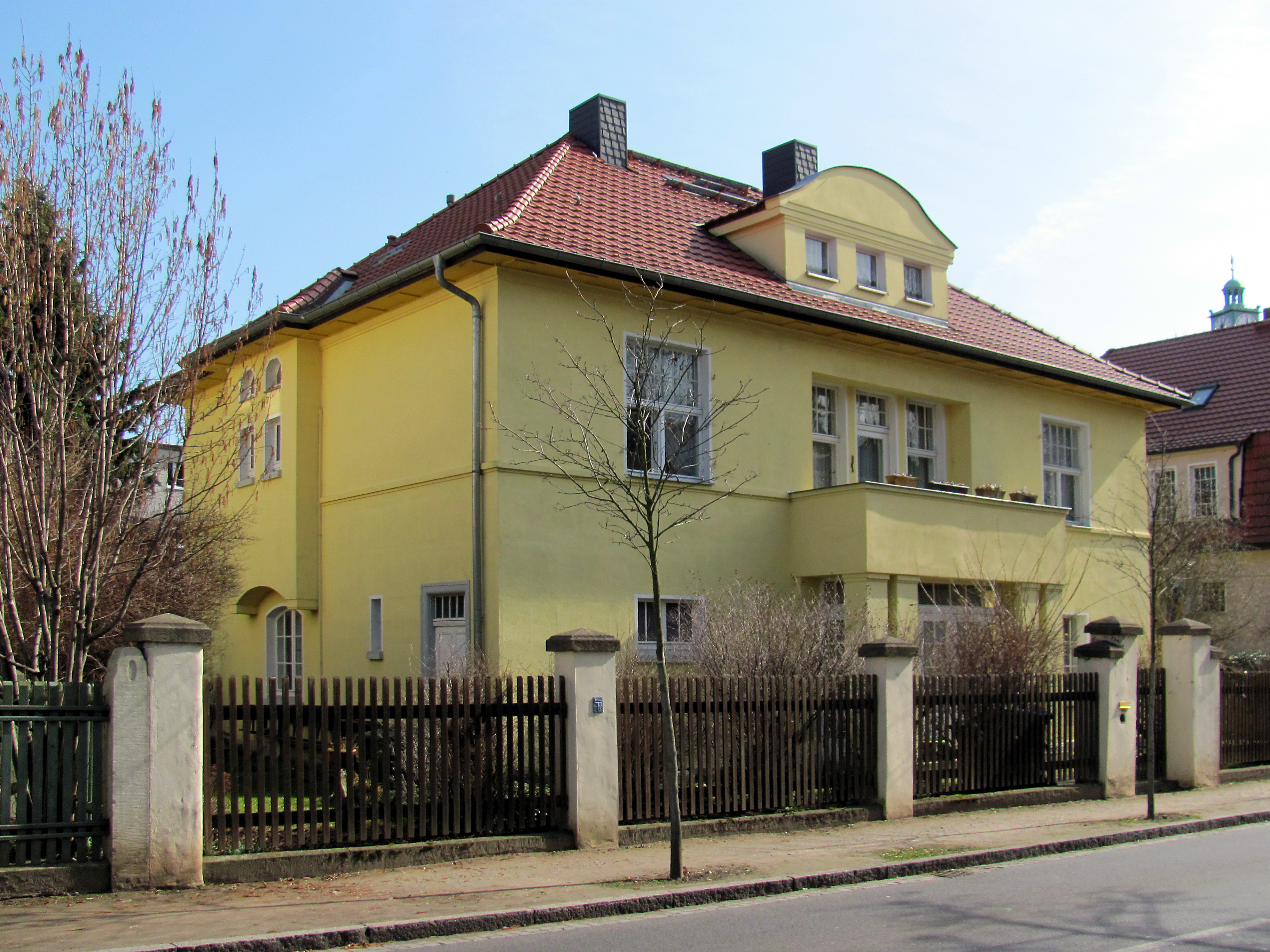
Landhaus Weintraubenstraße 5

## Beschreibung

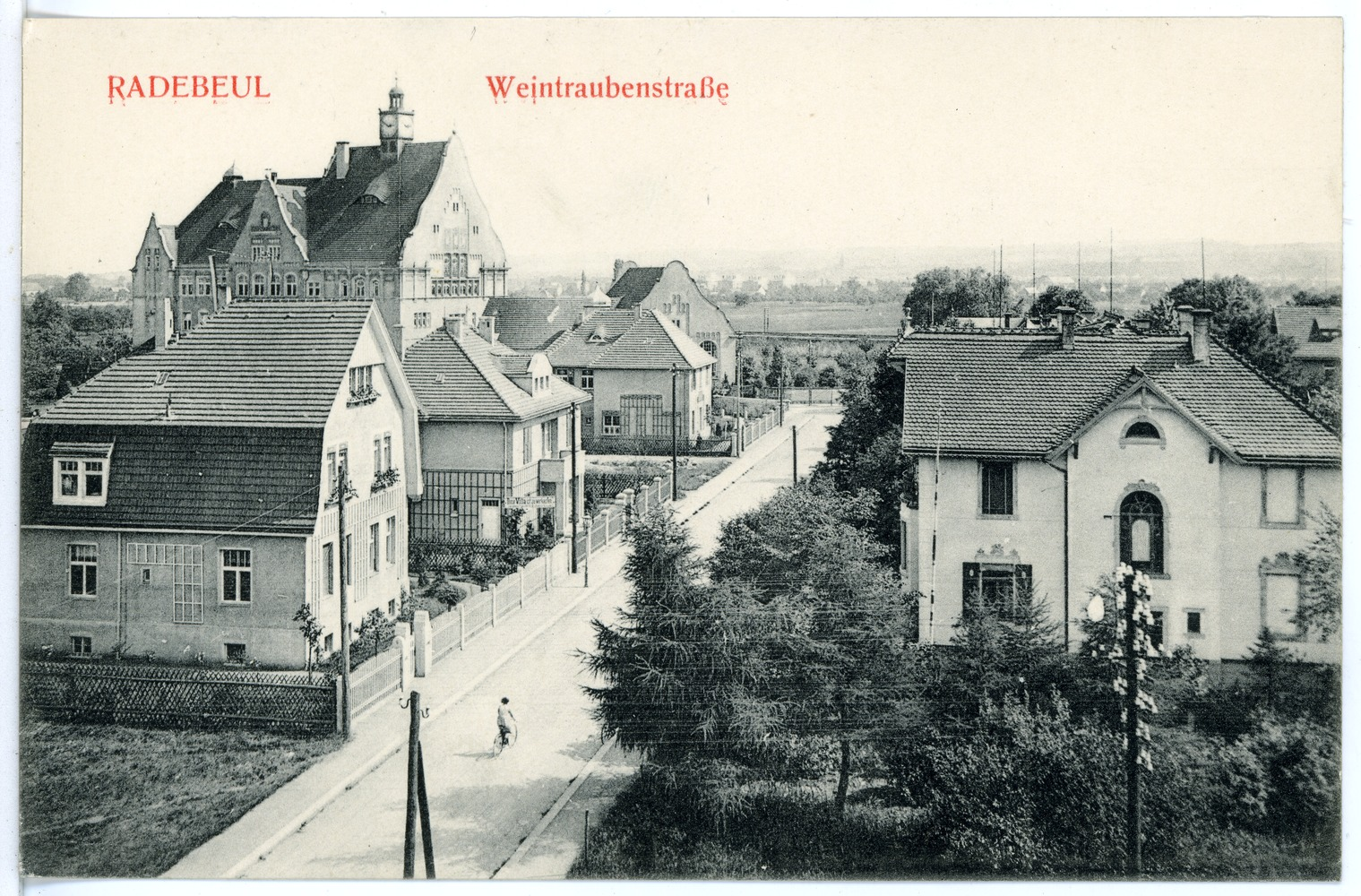
Weintraubenstraße 1913: Die Nr. 5 ist das zweite Haus von links. Im Hintergrund die seinerzeitige Realschule mit Progymnasium

Die mit Einfriedung und Pforte unter Denkmalschutz stehende Villa wurde vom Architekten Oskar Menzel entworfen und in den Jahren 1912/1913 durch die Baufirma F. W. Eisold als Einfamilienvilla errichtet.
Das zweigeschossige Landhaus mit streng symmetrischen Haupt- und Nebenansichten in Reformstil-Architektur lehnt sich noch an den neoklassizistischen Stil an. In der Hauptansicht zur Straße befindet sich eine massive Veranda mit einem Austritt obenauf, im Walmdach darüber befindet sich ein Dachhäuschen mit geschwungenem Giebel.
Das verputzte Gebäude trägt im Obergeschoss Fensterbankgesimse sowie Klappläden, vor dem Erdgeschoss befindet sich bereits seit der Erbauung ein Rosenspalier.